# チョコボスタリオン
『チョコボスタリオン』（Chocobo Stallion）は、1999年12月22日にスクウェア（現スクウェア・エニックス）が発売したPlayStation用育成シミュレーションゲーム。同時発売の『チョコボコレクション』に収録された3本のうち1本でもある。
2008年7月23日にはゲームアーカイブス対応ソフトとしてPS3とPSP向けに配信が開始された。

## 概要
ファイナルファンタジーシリーズ（以下、FFシリーズ）に登場するチョコボを競走羽（きょうそうば、鳥）として、プレイヤーが牧場主になって経営と育成を手掛けていく。
競走馬育成ゲーム『ダービースタリオン』（以下、『ダビスタ』）のシステムで馬をチョコボに置き換えた内容で、ゲームデザインやカップリングプログラム部分は本家である『ダビスタ』の製作者薗部博之が手がけ、コピーライト表記もスクウェアと『ダビスタ』の開発元であるパリティビットが連名で記載されている。
CMは騎手である武豊が出演した。

## 用語の変更
基本的なシステムは『ダビスタ』を踏襲しているが、馬がチョコボに変わったことで一部の用語が変更されている。
- ○○馬 → ○○羽 （読みはバのまま）
- 勝馬投票券 → 的中チョコボ券
- 種付け → カップリング
- 受胎 → 卵生 （所要期間も約11ヶ月から約1ヶ月に）
- 獣医 → 医師
- 調教 → 訓練
- 負担重量は人も道具も乗せず、グラビデによるものに
- 怪我の名称は馬特有のものから人と同じものに
- JRA（ダビスタでは「SRA」） → CRA （CHOCOBO Racing Associationの略）

## 特長
本作は『ダビスタ』をベースとしており、システムのみならずレース体系も競馬の番組表と非常に似ている。レースに出てくるライバル羽や種牡羽にも、実在の競走馬をモデルにしたものが多い。
ゲームスタート当初は空の血統表をプレイヤーが構築してゆくことが出来る、競走能力が細分化されてそれぞれの能力値によってコメントが違う、発祥地によってシブい配合が発生するといった、『ダビスタ』とは一味違う要素がある。遺伝子の冷凍保存や実による牡牝の産み分け、始祖チョコボシステムなどにより、カップリングの利便性も向上している。
『ダビスタ』でも馴染みのある「複雑な血統構築を駆使して初めて難易度の高い重賞レースに勝てる」と言う概念が存在している。
さらに、PocketStationと連動しており、別の牧場の血統を加えたり初期種牡羽以外の源流チョコボを発見したりできる。
なお、去勢した牡羽である騸羽（騸馬）は登場しない。

## 主な登場キャラクター
シロマ牧場の秘書兼チョコボの医師（白魔道士）。イベントを始めさまざまな行動の説明をしてくれる。
シド牧場施設の建設者。技術者でもある。
ラブリラ牧場の事務員。データの管理を行っているデブチョコボ。
マハダン牧場の倉庫番。チョコボの種を冷凍保存してくれる黒魔道士。
モグチョコボの調教師。トレーナーのリーダーであるモーグリ。オーソドックスな調教を行いチョコボと会話ができるとの噂がある。
ゴーワンチョコボの調教師。種族はゴーレム。モットーは「根性」で厳しい訓練を行う事も多い。
モリーチョコボの調教師。種族はゴブリン。チョコボの体調を第一に考えやさしい訓練を行う。
レッドチョコボの調教師。種族はボム。重賞を狙うことが多い。
ギルミィ融資会社の社員。種族はマミー。施設を建設した時や毎年2月に資金を貸してくれる。
ラミア、ヘイジロウレースの解説者。ヘイジロウの種族はトンベリ。ヘイジロウの名前の元ネタは大川慶次郎。
サハギン、スケルトンレースの実況アナウンサー。
メテオブライアンライバル羽四天王の一頭。黒い体毛を持ち脚質は先行・差し。皆既日食に生まれたといわれている。ムービーやイラストではプレイヤーのチョコボと接戦を繰り広げている。
キスオブファイアライバル羽四天王の紅一点。赤い体毛を持ち脚質は追い込み。特に短距離～中距離では無類の強さを誇る。
ポイゾナキャップライバル羽四天王の一頭。白い体毛を持ちレースにあわせて脚質を変える。虚弱なところがありコンディションに左右されやすい。
スリプルボーイライバル羽四天王の一頭。緑の体毛を持ち脚質は体力を生かした大逃げ。長距離レースを得意とする。イラストではデブチョコボみたいな体格だがゲーム中では大きいチョコボとして描かれている。

## 牧場
牧場はレース開始時を含め3段階あり、チョコボの数に応じて毎年末にシロマから拡張を勧められる。
牧場の施設は調教に必要なものや野性チョコボを捕獲できる施設や観光用などさまざまなものがある。一部の施設は競走羽のレース成績において新たに設置できるものや拡張できるものもある。また、建設の翌週にはギルミィが融資の案内にやってくる。

### 主な施設
スピーカーゲーム中のBGMを変更できる
坂道訓練メニューで坂道が使用できる。
プール訓練メニューでプールが使用できる
農園チョコボのえさを栽培できる。
オアシス・大木チョコボが休息し野生チョコボを捕獲する事もできる。並べて設置すると「いこいの広場」となる。
温泉・診療所チョコボの休養に使用できる。ケガや病気の度合いによって治療日数が異なり、「引退させるしかない骨折」は完治できない。
グッズショップG1レースで勝利した現役競走羽のグッズを製造販売する。現役のG1勝利羽がいなくなったら売り上げはゼロになる。
チョコボ像三冠羽の栄光を称えた像。何頭が三冠を達成しても1件しか建てられない。
チョコボタワー一部のG1レースを制覇した事を記念した塔。1頭でなく牧場全体の戦績で勝利経験があれば建てられる。
チョコボ記念館全G1レースを制覇した牧場の歴史を展示する。上記と同様に牧場全体の戦績で勝利経験があれば建てられる。

## 番組編成
本賞金額のランクによって番組が編成される。レースに勝利すると確実に次のランクのレースに出走可能となり、格上げ出走もできるがランダムで除外の可能性がある。また、牝羽、牡羽限定のレースもある。ちなみに、オープンのレース名の大半が星座やアイテムなどFFシリーズから引用されている。

### レース区分
新羽（3歳7月～12月）デビュー戦、及びデビュー戦後も同月中で未勝利なら出走可能。
未勝利（3歳8月～4歳12月）新羽戦未勝利の翌月以降及び3歳中でレース未勝利の4歳羽が出走。
500下（3歳10月～）新羽戦、未勝利戦で1勝、もしくは4歳まで勝利経験がない5歳羽以上が出走可能。
900下（4歳6月～）500下勝利経験羽が出走可能。
1600下（4歳7月～）900下勝利経験羽及び500下勝利経験羽が出走可能。
オープン特別（3歳7月～）本賞金額に応じてグラビデ（重量ハンデ）が加算される場合あり。
オープンG3上位入賞羽が数週後に開催されるG1レースの優先出走権利を得られるトライアルレースとなっているレースがある。
オープンG2G3と同様にG1レースのトライアルレースとなっているレースもある。
オープンG1（後述）

### G1
ゲーム中で最もグレードの高いレース。1999年JRAレーシングプログラムをモデルとしており、距離やコース設定もほぼ同じになっている。冠名には他のオープンと同様にFFシリーズが関係しており、召喚獣の名前を冠しているレースが多い。規定された本賞金額が出走条件になっているレースもあり、レースの開催前に行われるオープン特別及びG3、G2によるトライアルレースの上位羽が優先出走権を得られる場合もある。また、4歳のチョコボには規定の3レースで勝利すると3冠羽の称号が与えられチョコボ像が牧場内に建設できる。
元になった実在のレースを（）内に記載する。なお、フェニックス記念およびバハムート記念はゲームの都合で距離が違う。
- タイタンステークス（フェブラリーステークス） - G1唯一のダート競技場でのレース
- クリスタル賞（桜花賞） - 牝羽三冠の1レース
- 神竜賞（皐月賞） - 牡羽3冠の1レース
- オーディーン賞春・秋（天皇賞）
- CRAマイルカップ（NHKマイルカップ）
- カーバンクル記念（高松宮記念）
- チョコボオークス（オークス） - 牝羽3冠の1レース
- チョコボダービー（日本ダービー） - 牡羽3冠の1レース
- イフリート記念（安田記念）
- フェニックス記念（宝塚記念）
- ミスリル賞（秋華賞） - 牝羽3冠の1レース
- オメガ賞（菊花賞） - 牡羽3冠の1レース
- シヴァ女王杯（エリザベス女王杯）
- アレクサンダーカップ（マイルチャンピオンシップ）
- CRAワールドカップ（ジャパンカップ）
- オニオンガールステークス（阪神3歳牝馬ステークス）
- オニオンボーイステークス（朝日杯3歳ステークス） - G1唯一の牡羽限定レース
- ラムウステークス（スプリンターズステークス）
- バハムート記念（有馬記念）

なお、ジャパンカップダート（2000年創設、現・チャンピオンズカップ）・ヴィクトリアマイル（2006年創設）・大阪杯・ホープフルステークス（2017年G1昇格）に相当する競走は、いずれも当時未創設のため存在しない（交流重賞のJpnIも同様である）。

## カップリング
毎年3~4月の2ヶ月間に繁殖牝羽と種牡羽に産駒を生ませることができる。親チョコボの血統効果やさまざまな配合理論を用いることによって生まれてくる仔チョコボの能力を大きく変化させる事ができる。

### パラメーター能力
チョコボの長所、短所、特徴などは種牡羽と繁殖牝羽の能力が影響される。
- 長距離
- 瞬発力
- 先行力
- 持続力
- 自在性
- 加速力
- 底力
- ダート適性

- 羽色
- 額毛色
- 体格
- 瞳色

これ以外にランダムでレースや繁殖などの個性が決定される。
- レースor繁殖向き
- 気温適性
- コース左右適性
- 脚質

### 産み分け
カップリング時に実を使用する事によって生まれてくる仔チョコボの性別をある程度左右させる事ができる（必ず性別が確定できるわけではない）。
牡向け
- ピピオの実
- サラハの実
- バラムの実
- カラブの実

牝向け
- ルチルの実
- ラサンの実
- ポロフの実
- ゼイオの実

### 配合理論
チョコボの能力向上に左右される特殊な配合理論がある。カップリング時に親チョコボの血統表が表示されている時にシロマのコメントから一部の配合理論が確定している事がわかる。
アウトブリード5代前の血統表内に同種類のチョコボがいない。
インブリード牡羽と牝羽の血統表内に同種のチョコボがいる（あまりに同種のチョコボが多すぎる場合は通常カップリングできない）。
ニックスチョコボの種類によって相性の良い組み合わせがある。
シブい配合3代前までに6種以上の発祥地がある。
父父ニトロ祖父に当たる父父と牝羽に同じプラス能力が含まれている。
全きょうだいクロス牡羽と牝羽の血統表内に兄弟となる同じチョコボが2匹以上いる。
オール青5代前までの血統表内にすべてのプラス能力が含まれている。

### 種牡羽
ゲーム開始時に存在する源流チョコボ28種と隠しチョコボ4種について発祥地別に記載する。発祥地はすべて『FFVII』、『FFVIII』の地名に由来している。また、現実の競馬界で存在した種牡馬がモデルとなっている。ゲーム中で産駒が活躍した種牡羽が新しく源流として登録される場合もある。以下では、括弧に発祥地の由来元となる作品を記載した。種牡羽の後ろの括弧内はモデルとなった種牡馬。
ウィンヒル（『FFVIII』）
- エスプレッソプリン（グレイソヴリン）
- クールミントレーズン（ヘイルトゥリーズン）
- コーヒービート（ネヴァービート）
- ココアパウダー（ボールドルーラー）
- サウザンアイランド（ノーザンダンサー）
- チョコブレッド（レッドゴッド）
- チョコルーラ（ナスルーラ）
- パインタルト（ハビタット）
- バレンタインギフト（プリンスリーギフト）
- ミルメーク（ミルリーフ）
- ティラミス：隠し源流（ファリス）

コスモキャニオン（『FFVII』）
- ジンギスカン（ヒンドスタン）
- パウンドマーブル（ラウンドテーブル）
- ビター（リボー）
- ベジタブル（シカンブル）
- マイルドラスク：隠し源流（ワイルドリスク）

ガルバディア（『FFVIII』）
- サンカクテル（サンクタス）
- シャンピニオン（ハイペリオン）
- ブラマンジェ（エルバジェ）

コスタ・デル・ソル（『FFVII』）
- シャンペンディップ（シャーペンアップ）
- ネーブルサイダー（ネイティヴダンサー）
- ミスターチョコナッツ（ミスタープロスペクター）

ウータイ（『FFVII』）
- チョコマカロン（パーソロン）
- プラリネ（リュティエ）

エスタ（『FVIII』）
- シャーベット（バステッド）
- ポリフェノール（ヴューマノワール）

バラム（『FFVIII』）
- インシュリン（インリアリティ）
- ポインセチア（ヴェンチア）

グラスランド（『FFVII』）
- トリュフ：隠し源流（ドミノ）

ゴールドソーサー（『FFVII』）
- カフェロワイヤル：隠し源流（フェアトライアル）

トラビア（『FFVIII』）
- カカオマス（ダマスカス）

ミッドガル（『FFVII』）
- デザートサパー（バックパサー）

## 競羽場
ゲーム中にはレースが開催される6会場がある。
天空神殿全周2100m、芝左回り、気候変化なし
　東京競馬場がモデル
熱帯密林全周1600m、芝右回り、降水確率20～40％
秘境遺跡全周1800m、芝左回り、降水確率0～40％、降雪確率冬10％
王宮都市全周1850m、ダート右回り、降水確率0～10％、降雪確率冬10％
　京都競馬場がモデル
砂浜公園全周1632m、ダート左回り、降水確率0～20％、降雪確率冬5％
山岳廃坑全周1804m、ダート右回り、降水確率0～20％、降雪確率冬10％

## こぼれ話
- ゲーム中で説明書より詳しく書かれた配合理論やCRAの詳細などの説明を読むことができる。
- 競走羽は例外なく32戦までしか出場できず、体力やピークなどに関係なく32戦目出走の翌週には必ず「引退させるしかない骨折」をしてレースには出られなくなる。
- 番組表は競馬界を元にしているが3歳から重賞を含めたオープンクラスのダートレースがある。
- 攻略本は2冊出ている。
- 本作のグラフィックは『聖剣伝説 LEGEND OF MANA』の一部スタッフが担当、またイラストレーションを同作のキャラクターデザイン亀岡慎一が手がけている。
- セーブに必要なメモリーカードのブロック数は9。
- ライバル羽四天王以外の強いライバル羽の名前は、開発者の名前をもじったものが多い（例：アルテマリッキー＝リキ）。